# گوانین
گوانین با فرمول شیمیایی {\displaystyle {\ce {C5H5N5O}}} یکی از چهار باز نوکلئوتیدی دی‌ان‌ای است که در ساختار آران‌ای و دی‌ان‌ای (در دنا و رنا) دیده می‌شود.
این مولکول شیمیایی که یک آمینواسید است، از راه نیتروژن شمارهٔ ۹ خود به کربن شمارهٔ ۱ قند متصل می‌شود. در محیط اسیدی این باز در نیتروژن شمارهٔ هفت و به ندرت در نیتروژن شماره ۳ پروتون‌دار می‌شود. این ویژگی کمک می‌کند تا در دماهای بالا پیوند میان قند و باز شکسته شود. آدنین نسبت به پیریمیدین‌ها دارای ضریب خاموشی بالاتری است و جذب نوری بالاتری دارد. ۷-متیل گوانین حالت متیلهٔ آن است. جایگاه ۲و۶و۸ این باز دچار فقر الکترون بوده و بنابراین توانایی واکنش با واکنشگرهای هسته دوست را دارد.

## ویژگی‌ها
گوانین به همراه سیتوزین و آدنین در ساختار دی‌ان‌ای و اران‌ای دیده می‌شود در حالیکه تیمین فقط در دی‌ان‌ای و اوراسیل در اران‌ای دیده می‌شوند. گوانین که همیشه در تعادل توتومری کتو-انول قرار دارد. غالباً به فرم کتو و درصد کمی به فرم انول وجود دارد.
در دی‌ان‌ای و اران‌ای هسته سلول‌ها گوانین با سیتوزین به کمک سه پیوند هیدروژنی جفت می‌شود و بخشی از ساختار مارپیچ دی‌ان‌ای را شکل می‌دهند. از بین این سه پیوند هیدروژنی، در دو مورد گوانین تامین‌کننده هیدروژن پیوند است و در مورد آخر سیتوزین تأمین کننده آن است. در شکل زیر نحوه جهت‌گیری این پیوند هیدروژنی بین سیتوزین و گوانین دیده می‌شود.

محل تشکیل پیوندهای هیدروژنی گوانین

گوانین در حضور اسید قوی به گلایسین، آمونیاک، کربن دی‌اکسید و کربن منواکسید تجزیه می‌شود. به علت وجود پیوند هیدوروژنی بین مولکول‌ها، این ماده دمای ذوب بالا (۳۵۰ درجه سانتیگراد) دارد. گوانین حلالیت اندکی در آب دارد اما در اسید رقیق یا باز رقیق حلالیت به‌طور محسوسی افزایش می‌یابد.

## تاریخچه
گوانین نخستین بار توسط شیمیدان آلمانی جولیوس بودو اونگر در سال ۱۸۴۴ جداسازی شد. وی این ماده را از فضولات مرغ دریایی که به عنوان کود مورد استفاده قرار می‌گرفت (نام آن گوانو بود)، به دست آورد. دو سال بعد نام گوانین به این ماده اختصاص یافت. بین سال‌های ۱۸۸۲ تا ۱۹۰۶ فیشر توانست به ساختار مولکول گوانین دست پیدا کند و همچنین اثبات کند که از اوریک اسید می‌توان گوانین را سنتز کرد.
کلمه گوانین از واژه اسپانیایی guano آمده‌است که ریشه آن به معنای مدفوع است. لغت‌نامه آکسفورد دلیل این نام‌گذاری را وجود ماده سفیدرنگی در مدفوع پرندگان بیان می‌کند که دارای گوانین است.

## زیست‌ساخت
این مولکول در بدن از مولکول‌های کوچک‌تر از خودش تولید نمی‌شود و در واقع به کمک آنزیم گوانوزین فسفریلاز از مولکول پیچیده‌تر و بزرگتر گوانوزین ساخته می‌شود.
واکنش انجام شده به شرح روبرو است: {\textstyle {\ce {guanosine + phosphate <=> guanine + alpha-D-ribose-1-phosphate}}}

## کاربردها
گوانین گستره بسیار وسیعی از کاربردهای زیستی در ارگان‌های مختلف موجودات دارد. عنکبوت‌ها و عقرب‌ها و برخی دیگر از حشرات، برای دفع آمونیاک، (که از متابولیسم پروتئین در سلول‌ها تولید می‌شود) با کمترین میزان از دست دادن آب، آن را به گوانین تبدیل می‌کنند و سپس آن را دفع می‌کنند.
گوانین همچنین در سلول‌های پوستی مخصوصی از ماهی‌ها دیده می‌شود (این سلول‌ها ایریدوسیت نامیده می‌شوند). همچنین در لایه‌های بینایی چشم ماهی‌های اقیانوسی و برخی خزندگان (مانند کروکدیل‌ها) نیز دیده می‌شود.
گزارشی از NASA در سال ۲۰۱۱ بر اساس مطالعات بر روی شهاب‌سنگ‌های فرود آمده بر روی زمین انجام شده‌است که احتمال وجود قطعه‌های ساخته شده از DNA و RNA (که شامل گوانین هم هست) را در خارج از زمین می‌دهد.

## ساخت شیمیایی
آثاری از گوانین در محصولات واکنش پلیمری شدن آمونیوم سیانید (NH
4CN) بدست می‌آید. حرارت دادن آمونیوم سیانید ۱۰ مولار در دمای ۸۰ درجه سانتی‌گراد برای ۲۴ ساعت باعث تولید گوانین با بازده ۰/۰۰۰۷٪ می‌شود. درحالی که استفاده از محلول ۰/۱ مولار در دمای ۲۰- سانتی‌گراد برای ۲۵ سال، بازده را به ۰/۰۰۳۵٪ می‌رساند. این نتایج نشان از این دارد که به وجود آمدن گوانین بر روی کره زمین ممکن است در مناطق قطبی از طریق این واکنش اتفاق افتاده باشد. در سال ۱۹۸۴ یواسا (Yuasa) گزارش داده‌است که در صورت تخلیه الکتریکی مخلوط آمونیاک، متان، اتان در ۵۰ میلی‌لیتر آب و در ادامه هیدرولیز اسیدی آن، گوانین با بازده ۰/۰۰۰۱۷٪ تولید می‌شود. البته ممکن است این مقدار از گوانین تولید شده، از پیشروی مقدار کمی از واکنش زیر حاصل شده باشد.
10NH3 + 2CH4 + 4C2H6 + 2H2O → 2C5H8N5O (guanine) + 25H2
روش سنتز فیشر-تروپش (Fischer-Tropsch) هم می‌تواند به سنتز گوانین به همراه آدنین، اوراسیل و تیمین بینجامد. روش به این صورت است که مقدار مساوی از مول‌های گازی CO، هیدروژن و آمونیاک را تا دمای ۷۰۰ درجه سانتی‌گراد به مدت ۱۵ تا ۲۴ دقیقه باید گرم کرد و بلافاصله پس از آن خنک کردن مخلوط و نگهداری در دمای ۱۰۰ تا ۲۰۰ درجه سانتی‌گراد برای ۱۶ تا ۴۴ ساعت باید انجام شود. همراهی کاتالیزور آلومین در مرحله آخر باعث تولید گوانین و اوراسیل می‌شود. واکنش زیر فرایند ذکرشده را شرح می‌دهد.
10CO + H2 + 10NH3 → 2C5H8N5O (guanine) + 8H2O